# جون فوغارتي (سائق سيارة سباق)
جون فوغارتي (بالإنجليزية: Jon Fogarty)‏ هو سائق سيارة سباق أمريكي، ولد في 23 مايو 1975 في بالو ألتو في الولايات المتحدة.

## وصلات خارجية
- جون فوغارتي على موقع DriverDB.com (الإنجليزية)